# Xã Neoga, Quận Cumberland, Illinois
Xã Neoga (tiếng Anh: Neoga Township) là một xã thuộc quận Cumberland, tiểu bang Illinois, Hoa Kỳ. Năm 2010, dân số của xã này là 3.124 người.